# L'università di Rebibbia
L'università di Rebibbia è un romanzo autobiografico di Goliarda Sapienza, pubblicato nel 1983 da Rizzoli.
Il romanzo narra il periodo trascorso dalla scrittrice nel carcere di Rebibbia nel 1980 a seguito di un arresto per furto. 

## Edizioni e traduzioni
- L'università di Rebibbia, Milano, Rizzoli, 1983,  pp. 162.
- L'università di Rebibbia, Milano, Rizzoli, 1984,  pp. 162.
- L'università di Rebibbia, Milano, Rizzoli, 2006,  pp. 194, ISBN 88-17-01172-X.
- L'università di Rebibbia, Torino, Einaudi, 2012,  pp. 138, ISBN 978-88-06-21020-5.
- L'università di Rebibbia, Torino, Einaudi, 2016, ISBN 978-88-06-23117-0.
- (FR) L'Université de Rebibbia, traduzione di Nathalie Castagné, Parigi, Le Tripode, 2013,  pp. 220, ISBN 9782370550026.